# جوتسو (ناروتو)
جوتسو (به ژاپنی: 術) به معنی مهارت یا فن و تکنیک در مانگا و آنیمه ناروتو اشاره‌ایست به توانایی‌هایی که یک نینجا می‌تواند به کار ببرد. مجموعه داستان‌های ناروتو، ناروتو شیپودن و بوروتو در یک جهان خیالی جریان دارد که کشورها مختلف آن برای دستیابی به قدرت از نینجاها استفاده می‌کنند. در این بین سیر داستانی ناروتو روایت زندگی تعدادی نینجای جوان اهل دهکده کونوهاگاکوره (دهکده پنهان برگ) است. در این مجموعه داستانی، نینجاها با استفاده از جوتسو از طریق شکل‌دادن به نوعی از نیرو به نام چاکرا، ترکیبی از نیروهای جسمی و روانی یا تلفیقی از هر دو را پدید می‌آورند.

## چاکرا
چاکرا (به ژاپنی: チャクラ، چاکورا) منبع انرژی پایه و لازم نینجاهای مجموعه ناروتو برای اجرای بسیاری از جوتسوهاست. نینجاها چاکرا را از طریق تلفیق دو نیروی خود بدست می‌آورند:
- نیروی فیزیکی (به ژاپنی: 身体エネルギ، انرژی شانتای) که از تریلیون‌ها سلول تشکیل دهنده بدن انسان گرفته می‌شود.
- نیروی روانی (به ژاپنی: 精神エネルギー، انرژی سِیشین) که از طریق تجربه و مراقبه حاصل می‌گردد، می‌شود.[۱]

پس از ایجاد، چاکرا در سیستمی مشابه دستگاه گردش خون جریان می‌یابد و به نقاط ۳۶۱گانه چاکرا تحویل می‌گردد. با انجام دنباله‌ای از مهر و موم‌های دوازده‌گانه دست، چاکرا می‌تواند شکل یابد و به شکل‌های مختلف مورد استفاده قرار گیرد، به‌طور مثال برای راه رفتن بر روی آب.
در مجموعه دوم ناروتو، مفهوم تازه‌ای تحت عنوان به‌کارگیری طبیعت (به ژاپنی: 性質変化، سیشیتسو هنکا) که سبب تغییر کیفیت چاکرا می‌شود به داستان اضافه می‌گردد. سیشیتسو هنکا به نینجا این امکان را می‌دهد تا با انجام تمرینات خاص، چاکرا خود را به یکی از پنج عنصر آب، آتش، خاک، هوا و نور تغییر دهد. هر عنصر ضعیف‌تر و قوی‌تر از عنصر دیگر است، برای نمونه آتش در مقابل آب ضعیف است، اما می‌تواند مبارزه راحتی و حتی قوی داشته باشد زمانی که علیه باد از آن استفاده شود. همچنین افرادی هستند که می‌توانند چند ماهیت چاکرا را داشته باشند و آن‌ها را تکی یا به صورت تلفیقی به کار گیرند.

### هشت دروازه (تایجوتسو)

هشت دروازه

هشت دروازه (به ژاپنی: 八門، هاچیمون) هشت دروازه‌ای که در امتداد مسیر سیستم گردش چاکرا قرار دارد و به‌طور کلی وظیفه محدود کردن جریان چاکرا را به عهده دارد. اگرچه این دروازه‌ها سبب ضعیف‌تر شدن نینجاها در نبردها می‌شود، اما از سوی دیگر از زود پایان یافتن توانایی نینجا جلوگیری می‌کند. نینجاها آموخته‌اند که بازکردن این دروازه‌ها سبب عملکرد فوق‌العاده بدن می‌شود و در عین حال آسیب‌های قابل توجهی را به بدن وارد می‌کند. بازکردن هر دروازه، نینجا را در سطح بالاتری از توانایی‌هایش قرار خواهد داد و بازکردن هر هشت دروازه نینجا را در سطح شکست ناپذیر قرار می‌دهد، ولی بازکردن همهٔ دروازه‌ها بدن نینجا در پی آسیبی که به آن وارد می‌شود در نهایت از کار افتاده و خواهد مرد. مایت گای تنها فردی بود که با باز کردن هر هشت دروازه برای جنگیدن با مادارا اوچیها زنده ماند اما در نهایت از کمر به پایین فلج و سپس باز نشسته شد.

## انواع جوتسو

### نینجوتسو
نینجوتسو (به ژاپنی: 忍術، فن‌های نینجایی) اصطلاحی کلی است برای اشاره به تمام فن‌هایی که نینجاها با استفاده از چاکرا انجام می‌دهند و در شرایط معمولی قادر به انجام آن نیستند. برخلاف گنجوتسو که حریف را در توهم گرفتار می‌کند، تاثیرات نینجوتسو واقعی هستند. نینجوتسو شامل دامنه گسترده‌ای از فن‌ها می‌شود، با فن‌های ساده نینجوتسو می‌توان کارهای از جمله تغییر شکل و امکان فرار از حملات را انجام داد.

#### گنجوتسو
با این تکنیک می‌توان توهم ایجاد کرد. در این مجموعه بیشتر فانتاسم‌ها ایجاد می‌شوند، بدین معنا که در ذهن قربانی توهمات شنیداری، بویایی، دیدنی، قابل لمس و احساس ایجاد می‌شود. بیشتر گنجوتسوها حواس پنج‌گانه را مورد هدف قرار می‌دهند، اگرچه کاربردهای دیگری هم دارند. انجام فن‌های گنجوتسو نیازمند هوش بالایی است. استفاده بیش از حد از مانگکیو شارینگان که یکی از ابزار اصلی اعمال گنجوتسو است می‌تواند با آسیب زدن به زجاجیهٔ چشم باعث تار بینی و در نهایت کوری کاربر این دوجوتسو شود. تنها فردی که دچار مشکل چشم نشد اوبیتو اوچیها بود که در چشم خود قطره می‌ریخت. به جز خاندان اوچیها افراد دیگر هم می‌توانند بدون داشتن مانگکیو شارینگان گنجوتسو اجرا کنند.

### تایجوتسو
تایجوتسو (به ژاپنی: 体術، فن بدنی) اشاره‌ای به هنرهای رزمی یا تقویت توانایی‌های طبیعی انسانی است. تایجوتسو با دسترسی مستقیم به نیروی فیزیکی و روانی با تکیه بر استقامت و قدرت بدست آمده از تمرینات کاربر انجام می‌شود. به دلیل عدم نیاز به تولید چاکرا، تایجوتسو به‌طور معمول می‌تواند سریعتر از فن‌های نینجوتسو و گنجوتسو انجام شود. راک لی و استادش مایت گای از کاربران قوی این نوع جوتسو بوده‌اند.

### ککی گنکای
ککی گنکای (به ژاپنی: 血継限界، حد نسب یا ویژگی دودمانی) قابلیت‌هایی است که به صورت ژنتیکی در یک قبیله یا شخص وجود دارد. بیشتر این نوع قبیله‌ها با تکیه بر قابلیت‌های ژنتیکی خود فن‌هایی را ابداع کرده‌اند که در جنگ‌ها از آن‌ها سود می‌برند، این فن‌ها غیرقابل کپی کردن یا یادگرفتن برای حریفان هستند. از این نوع قابلیت‌ها می‌توان به شارینگان خاندان اوچیها یا بیاکوگان خاندان هیوگا و تکنیک چوب خاندان سنجو اشاره کرد که هر دو فن‌های بینایی (به ژاپنی: 瞳術،  دوجوتسو) هستند.

### فوینجوتسو
فوینجوتسو (به ژاپنی: 封印術، مهر کردن جوتسو) فنی ابداع شده به‌دست ریکودو سنین/دانای شش طریق است که چیزی را درون شخص یا شی بخصوصی مهر می‌کند. ابداع مهر کردن فن‌های جدید مهر کردن به‌دست قبیلهٔ اوزوماکی (شاخه‌ای از قبیلهٔ سنجو که از نوادگان آشورا (پسر دوم هاگورومو اتسوتسوکی) بودند) ادامه پیدا کرد. این فن به کاربر اجازه می‌دهد خدای مهر و موم را فرا بخواند و شخص یا فرد مورد نظر را در خودش یا کس دیگری مهر کند. این فن اما به ضرر خود فرد تمام می‌شود زیرا خدای مهر و موم جان او را خواهد گرفت. میناتو نامیکازه از این جوتسو برای مهر کردن کیوبی در ناروتو استفاده کرد.

### سنجوتسو
سنجوتسو (به ژاپنی: 仙術، تکنیک‌های سیج) اشاره به زمینه‌ای تخصصی از تکنیک‌ها است که به اجراکننده اجازه می‌دهد به‌کمک حواس خود به جمع‌آوری انرژی‌های طبیعی در اطراف خود ب‍پردازد. اجراکننده فن می‌تواند با جمع‌کردن انرژی طبیعت در درون خود و ترکیب آن با چاکرا، یک بعد جدید قدرت به چاکرای سیج شده بیفزاید که منجر به ایجاد چاکرای سنجوتسو می‌شود و این چاکرا به هیچ عنوان قابل مشاهده نیست مگر کسی که سنجوتسو تمرین کرده باشد. غار ریوچی و کوه میوبوکو تنها مکان‌های شناخته شده برای فرا گرفتن این حالت است. این چاکرای جدید اجراکننده را قادر می‌سازد تا به یک وضعیت جدیدی به نام حالت ساگا یا حالت بصیرت برود که پس از آن نیروی او در اجرای نینجوتسو، گنجوتسو و تایجوتسو به شدت افزایش می‌یابد. ناروتو اوزوماکی از این فن هنگام مبارزه با پین استفاده می‌کرد.

### کنجوتسو
به جوتسوهایی که با شمشیر انجام می‌شود. کاربر می‌تواند سامورایی یا شینوبی باشد. سامورایی‌های سرزمین آهن در کنجوتسو تجربه و تبحر دارند. از نمونه‌های کنجوتسو می‌توان به هلال ماه و قرص ماه است.

### کینجوتسو
کینجوتسو (به ژاپنی: 禁術، فن‌های ممنوع) به فن‌هایی گفته می‌شود که استفاده و آموزش آن‌ها ممنوع شده است. کینجوتسو به‌طور کلی به سه دسته تقسیم می‌شود: تکنیک‌هایی که به خود اجراکننده نیز صدمه وارد کند، تکنیک‌هایی که قوانین طبیعت را نقض می‌کند (مانند احضار مردگان با قربانی کردن انسانی دیگر) و تکنیک‌های مشخصی که باعث خسارات شدیدی مانند نابودی یک روستا به همراه تمام ساکنین آن شود. از امثال کینجوتسو می‌توان به فن کاگه بونشین (به ژاپنی: 影分، بدل‌های سایه‌ای)، ادو تنسی (به ژاپنی: 穢土転生، تناسخ دنیای ناپاک) (زنده‌سازی مردگان) که هر دو از ابداعات توبیراما سنجو (هوکاگهٔ دوم) هستند اشاره کرد.